# Communes de la province de Ferrare
- Haut – A
- B
- C
- D
- E
- F
- G
- H
- I
- J
- K
- L
- M
- N
- O
- P
- Q
- R
- S
- T
- U
- V
- W
- X
- Y
- Z

## A
- Argenta

## B
- Berra
- Bondeno

## C
- Cento
- Codigoro
- Comacchio
- Copparo

## F
- Ferrare
- Formignana

## G
- Goro

## J
- Jolanda di Savoia

## L
- Lagosanto

## M
- Masi Torello
- Massa Fiscaglia
- Mesola
- Migliarino
- Migliaro
- Mirabello

## O
- Ostellato

## P
- Poggio Renatico
- Portomaggiore

## R
- Ro

## S
- Sant'Agostino

## T
- Tresigallo

## V
- Vigarano Mainarda
- Voghiera